# Grandes Casas
Las Grandes Casas, también llamadas Casas, son los Clanes Gobernantes en ciertos planetas o sistemas planetarios de la serie de novelas Dune. 
Entre las Grandes Casas destacan:
- La Casa Corrino
- La Casa Atreides
- La Casa Harkonnen
- La Casa Richese
- La Casa Vernius

Las Grandes Casas eran titulares de un feudo planetario siendo, por tanto, grandes capitalistas interplanetarios.